# 住吉荘
住吉荘（すみよしのしょう）は、信濃国安曇郡（現在の長野県安曇野市）にあった荘園。荘域は梓川と黒沢川の複合扇状地の扇端に立地していた。

## 歴史
平安後期の院政時代に、開発領主の滋野氏流西牧氏によって後白河院に寄進されて成立し、領家職は院の女御高階栄子から宣陽門院に受け継がれた後、山科教成に安堵された。住吉神社を荘内十八郷の総鎮守とし、荘内に平福寺が建立された。
鎌倉時代には、『吾妻鏡』文治2年3月12日（1186年4月3日）条に後白河法皇から源頼朝に示された「関東御知行国々内乃具未済庄々注文」にも名が見える。この頃には荘内の二木郷に一日市場や七日市場、中萱郷に六日市場などの六斎市が立つ市場町が形成された。建久2年（1191年）には長講堂領となっており、年中行事に必要な用向きを負担した。長講堂では荘園に兵役を賦課し、宿直や門番兵を務めさせ、住吉荘からは毎月3月に3名の兵を送って楊梅門の警衛に当たった。
南北朝時代の建武2年（1335年）には南朝方の荘官である大妻氏から没収され、北朝方の信濃守護小笠原貞宗に地頭職が安堵され、春近領とともに守護領の中心を成した。室町時代には西牧氏・大妻氏ら滋野氏族と小笠原氏は抗争を繰り返し、応永7年（1400年）の大塔合戦の一員を成し、小笠原長秀が逐電すると、住吉荘の地頭職は幕府の御料所となったが、同25年に将軍足利義持の御教書によって小笠原政康に還付された。一時期、栄仁親王・貞成親王が領家となり、山科家と対立した（『看聞日記』）。文明年間の領家は山科言国であり、奉行職に源清幸を任命、年貢は為替によって代銭納されたことなど、『言国卿記』には当荘園に関する記述が散見する。戦国時代においても京着の年貢が1000貫文を超える大規模荘園であった。また、複数回にわたって諏訪大社下社や穂高神社の造営役を勤仕している。